# Ижорский музей
Ижо́рский музе́й (Музей ижорской культуры, ижор. Ižorin muuzeja) — музей истории и культуры малого народа ижора, расположенный в деревне Ручьи Вистинского сельского поселения Кингисеппского района Ленинградской области. При музее действует ижорский культурный центр, где желающие могут приобщиться к народным ремёслам или изучить ижорский язык.
Музейная коллекция основана в 1990 году и с 1993 года выставлена в здании бывшей начальной школы села Ручьи. Коллекция постоянно пополняется, в первую очередь за счёт пожертвований жителей окрестных деревень. Вдобавок к предметам быта имеется археологическая экспозиция и выставка подлинных фотографий начала XX века, дополняющие картину истории ижорского народа.

## История
Музейная экспозиция по истории и культуре ижор была основана 1 апреля 1990 года. 1 октября 1993 года при поддержке рыболовецкого колхоза «Балтика» на основе экспозиции был открыт музей, размещённый в здании бывшей начальной школы села Ручьи. Первоначально музей был небольшим, имел статус колхозного и не располагал обширной экспозицией, но спустя несколько лет получил статус этнографического, а его коллекция значительно выросла — в первую очередь, за счёт даров жителей окрестных посёлков и других районов компактного проживания ижор.
В 2014 году на базе музея было начато исследование традиционного ижорского гончарного промысла с целью его возрождения, для этого при музее был открыт гончарный центр «Сойка». В 2015 году в музее полностью сменился коллектив сотрудников. В 2019 году деятельность по преобразованию музея привлекла внимание компании «Nord Stream 2», которая предложила финансовую помощь. В начале года был заложен камень на месте будущего центра ижорского языка и мастерства, основным направлением которого должно было стать именно гончарное мастерство. Центр строился с июля по декабрь 2019 года и был открыт 13 марта 2020 года в присутствии губернатора Ленинградской области Александра Дрозденко.
На апрель 2022 года музей и центр работали.

## Описание
Музей расположен в деревне Ручьи Вистинского сельского поселения Кингисеппского района Ленинградской области. Поскольку деревня Ручьи вплотную примыкает к центру поселения — деревне Вистино, а сам музей расположен на границе этих населённых пунктов, в большинстве источников в качестве местонахождения музея указано именно Вистино. Музей расположен по адресу Центральная улица, дом 80 и имеет два здания: в одном, 1960-х годов постройки, бывшей начальной школе, размещается музейная экспозиция, второе же, построенное в 2019 году, используется Центром ижорского языка и мастерства. У входа в музей установлен деревянный якорь.
Музей и центр подчиняются отделу культуры муниципального образования «Кингисеппский район», в штате музея значатся директор, смотритель, экскурсовод и уборщица на половину ставки. Ежегодная посещаемость музея — около 1500 человек, посетители приезжают преимущественно из Ленинградской области, Санкт-Петербурга и Финляндии.

### Музей
Экспозиция музея располагается на первом этаже здания и занимает два зала, соединённых аркой. Представленные в них экспонаты последовательно рассказывают об истории ижор, начиная с каменных орудий труда и других археологических находок и заканчивая историческими фотографиями начала XX века и подлинными предметами быта. Значительная часть экспозиции посвящена рыболовному промыслу: представлены крючки, сети, поплавки, предметы рыбацкой одежды. Тут же экспонируется несколько моделей традиционных ижорских рыбацких лодок. Представлены сельскохозяйственные орудия, а также различные предметы обихода, в основном относящиеся к жизни ижорских женщин: праздничные и повседневные ижорские наряды рубежа XIX—XX веков, тканые и вязаные изделия, украшенные традиционными узорами, ремесленные приспособления, в том числе ткацкий станок и традиционные сундуки для приданого, имеющие круглую форму. Важной частью коллекции музея являются образцы предметов гончарного промысла, который был развит в деревне Большое Стремление. Экспозицию дополняют рисунки и документы. Большая часть предметов быта в коллекции музея — подарки жителей Вистино и других ижорских деревень, в том числе созданные ими самостоятельно.
Отдельно стоит выделить археологическую экспозицию, где представлены различные артефакты, найденные в ходе раскопок курганов и жальников Кингисеппского и Ломоносовского районов. В числе прочего, экспонируются предметы из ижорского захоронения XIV века и каменный крест XVI века из деревни Большое Стремление, также подаренный музею жителями. Сотрудники музея организовали фольклорный ансамбль, регулярно проводят праздники и участвуют в фестивалях, в том числе общероссийских. В музее регулярно проводятся различные выставки, он участвует в федеральном проекте «Мой родной край — Ленинградская область».

### Центр языка и мастерства
Здание центра ижорского языка и мастерства состоит из гончарной мастерской с полным оснащением, выставочного зала и подсобных помещений; общая площадь центра — 153 м². Помимо исследований традиционного ижорского гончарного ремесла, центр занимается дополнительным образованием детей и молодёжи: действуют кружки ижорского языка, прядения и вязания из шерсти, гончарного и ткацкого ремёсел. Также школьники могут обучиться созданию традиционных игрушек или глиняных свистулек куккойшойтту.
Центр сотрудничает со многими культурными организациями в регионе: его выставки проходили в краеведческом музее Кингисеппа, пороховом амбаре Ивангородской крепости, в центрах «Усадьба бюргера» и «Лакамунда» в Выборге, музее-институте Рерихов в Санкт-Петербурге и других.